# Patricia Gutiérrez de Ceballos
Patricia Gutiérrez de Ceballos é uma política e ativista venezuelana. No ano de 2014, foi eleita prefeita do município de São Cristovão, no estado Táchira. Ela decidiu concorrer ao cargo após seu marido Daniel Ceballos, então prefeito, ter sido preso nos protestos contra o atual governo de Nicolás Maduro, em fevereiro de 2014. Também dirigente do partido Vontade Popular, ela se tornou, junto a Lilian Tintori, um dos símbolos de resistência na atualidade política venezuelana, tendo sido eleita com mais de 70% dos votos válidos. 